# Keoma (Alberta)
Keoma est un hameau situé dans la province d'Alberta, dans le centre-sud.